# Apogonia viridifulva
Apogonia viridifulva är en skalbaggsart som beskrevs av Heller 1897. Apogonia viridifulva ingår i släktet Apogonia och familjen Melolonthidae. Inga underarter finns listade i Catalogue of Life.